# Бутенко Микола Валерійович
Мико́ла Вале́рійович Буте́нко (нар. 3 вересня 1990 — 15 лютого 2015) — старший солдат Збройних сил України, учасник російсько-української війни.

## Життєвий шлях
2008 року закінчив Дмитрівську школу, вступив до Кіровоградського інституту регіонального управління та економіки. Провчився 2 місяці, був призваний на строкову військову службу. Після демобілізації закінчив Дмитрівське СПТУ-39, отримавши кваліфікацію муляра.
З травня 2014 року працював теслею в Знам'янському будівельно-монтажному поїзді № 704 Одеської залізниці.
У серпні 2014-го був мобілізований до 55-го окремого автомобільного батальйону «Чорний ліс». У грудні був відряджений до 65-го арсеналу ракетно-артилерійського озброєння.
Загинув 15 лютого 2015 року, поблизу Логвинового під час довезення набоїв з міста Артемівськ до Дебальцевого. Колона конвою з 6 машин рухалася польовою дорогою та потрапила у засідку біля села Нижнє Лозове. Тоді ж загинув Володимир Яневич.
Довгий час вважався зниклим безвісти. Упізнаний серед загиблих у липні 2015 року.
Похований 17 липня 2015-го в Дмитрівці.
Залишились мама Надія Іванівна та брат.

## Нагороди та вшанування
- Указом Президента України № 553/2015 від 22 вересня 2015 року — орденом «За мужність» III ступеня (посмертно)[1]
- в Дмитрівській школі, яку закінчив Микола, відкрито пам'ятну дошку його честі;
- 27 лютого 2018 року, на території Знам'янської дільниці з будівництва виробничого підрозділу «Одеське територіальне управління» філії «Центр будівельно-монтажних робіт та експлуатації будівель і споруд» ПАТ «Укрзалізниця», відкрито меморіальну дошку пошани на його честь[2]